# Silvina D'Elía
Silvina D'Elía, född den 25 april 1986 i Mendoza, Argentina, är en argentinsk landhockeyspelare.
Hon tog OS-silver i damernas landhockeyturnering i samband med de olympiska landhockeytävlingarna 2012 i London.